# خرگوشی (تفت)
خرگوشی (تفت)، روستایی از توابع بخش نیر شهرستان تفت در استان یزد ایران است.

## جمعیت
این روستا در دهستان زردین قرار دارد و براساس سرشماری مرکز آمار ایران در سال ۱۳۸۵، جمعیت آن ۲۰ نفر (۵خانوار) بوده‌است.